# Diaphlebus marmoratus
Diaphlebus marmoratus är en insektsart som beskrevs av Ludwig Redtenbacher 1892. Diaphlebus marmoratus ingår i släktet Diaphlebus och familjen vårtbitare. Inga underarter finns listade i Catalogue of Life.